# Dicranomyia (Dicranomyia) serratiloba
Dicranomyia (Dicranomyia) serratiloba is een tweevleugelige uit de familie steltmuggen (Limoniidae). De soort komt voor in het Neotropisch gebied.